# Tetrigus
Tetrigus is een geslacht van kevers uit de familie  
kniptorren (Elateridae).
Het geslacht is voor het eerst wetenschappelijk beschreven in 1857 door Candèze.

## Soorten
Het geslacht omvat de volgende soorten:
- Tetrigus australicus Blackburn, 1896
- Tetrigus babai Kishii, 1990
- Tetrigus bakeri Fleutiaux, 1941
- Tetrigus cristatus Van Zwaluwenburg, 1951
- Tetrigus cyprius Baudi di Selve, 1871
- Tetrigus flabellatus (Germar, 1844)
- Tetrigus fleutiauxi Van Zwaluwenburg, 1933
- Tetrigus fujitai Ôhira, 1978
- Tetrigus kusuii Ôhira, 1974
- Tetrigus lewisi Candèze, 1873
- Tetrigus lifuanus (Montrouzier, 1860)
- Tetrigus lifuanus Montrouzier, 1860
- Tetrigus murrayi Waterhouse, 1900
- Tetrigus okinawensis Ôhira, 1967
- Tetrigus pacificus Fleutiaux, 1941
- Tetrigus palauensis Van Zwaluwenburg, 1940
- Tetrigus parallelus Candèze, 1857
- Tetrigus parryi Candèze, 1865
- Tetrigus parvulus Fleutiaux, 1941
- Tetrigus petilus Van Zwaluwenburg, 1963
- Tetrigus pexus Candèze
- Tetrigus silvaticus Van Zwaluwenburg, 1934
- Tetrigus submontanus Vats & Kashyap, 1992
- Tetrigus taiwanus Kishii, 1996
- Tetrigus townesi Van Zwaluwenburg, 1948
- Tetrigus valentini Van Zwaluwenburg, 1940
- Tetrigus velutinus Fleutiaux, 1891